# Traubenwelke

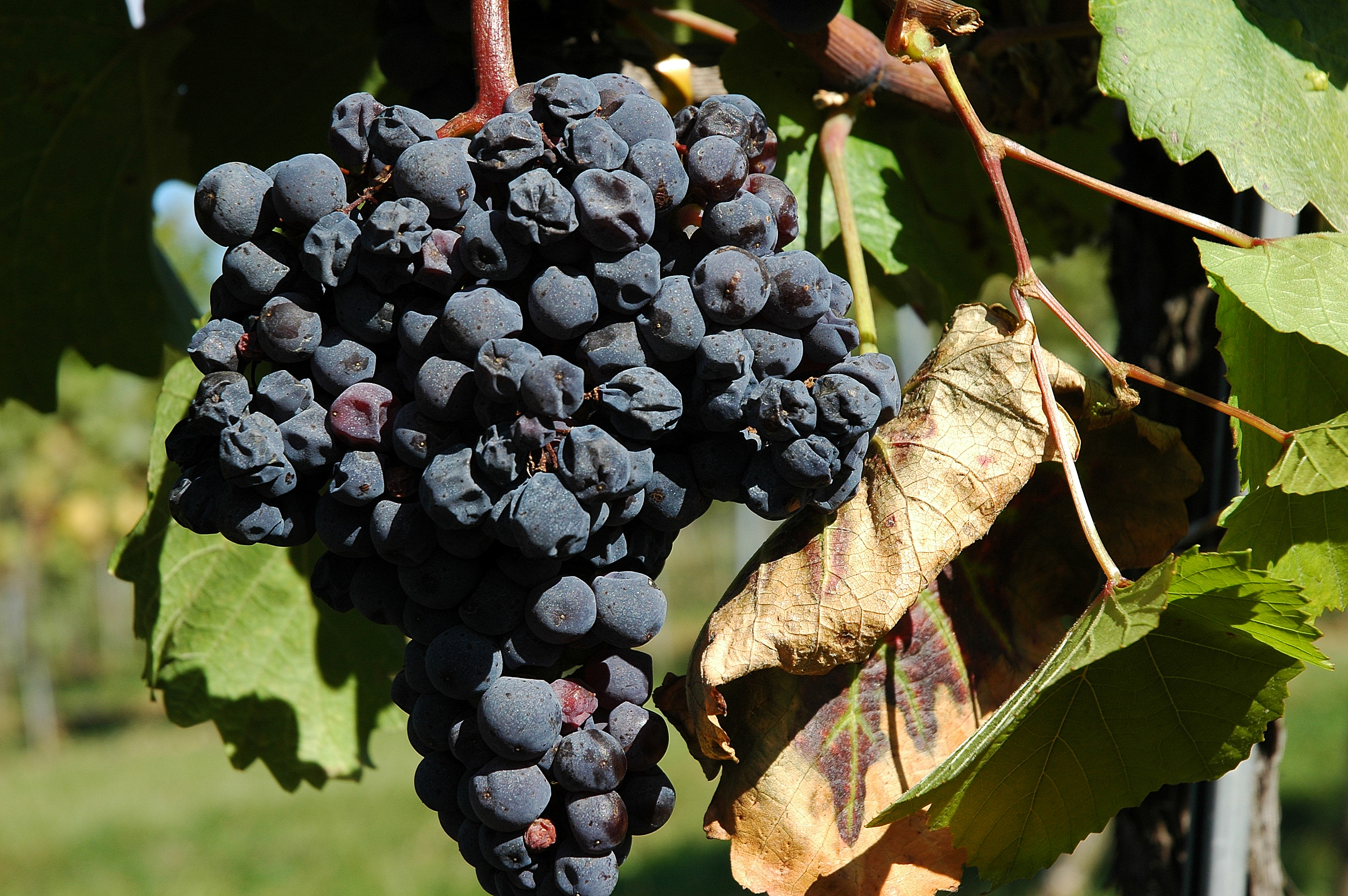
Welke Beeren an einer von der Traubenwelke geschädigten Traube der Sorte Zweigelt

Die Traubenwelke, auch Beerenwelke oder Zweigeltkrankheit genannt, ist in den 1990er Jahren erstmals bei der Rebsorte Zweigelt im Burgenland aufgetreten. Sie führt während der Traubenreife zum plötzlichen Erschlaffen der Weintrauben und zur Reifestörung. Diese Trauben sind für die Weinbereitung nicht mehr geeignet. Dadurch entsteht ein teilweise beachtlicher wirtschaftlicher Schaden, welcher nicht nur auf die Sorte Zweigelt begrenzt ist. Bereits bei mehreren Rebsorten von Europa und Amerika treten diese Welkeerscheinungen auf. Die Krankheit ist eine physiologische Störung und wird den Welkekrankheiten zugeordnet.

## Schadbild
Das typische Schadbild der Traubenwelke sind Reifestörungen der Trauben (schlechte Ausfärbung, geringeres Mostgewicht und erhöhter Säuregehalt), plötzliches Erschlaffen der Beeren (Verlust der Turgeszenz) und Blattverfärbungen an einzelnen Trieben. Von dieser Krankheit sind die Trauben ab dem Reifebeginn betroffen. Das erste Kennzeichen kann eine verzögerte bzw. schlechte Ausfärbung der Beeren sein. Häufig sind erkrankte Trauben auch kleinbeerig. Die Trauben können sich auch normal entwickeln, doch lässt bei einer Erkrankung mehr oder weniger schnell die Turgeszenz (Auftreten während der gesamten Reifephase der Trauben) nach, wodurch die Beeren welken. Oft kommt der Turgeszenzverlust, noch bevor das Erschlaffen optisch auffällig wird. Dieser Verlust kann durch das Angreifen der Trauben ertastet werden. Das Welken der Beeren kann an der ganzen Traube oder an Traubenteilen (im Besonderen der Traubenspitze) auftreten. Im Gegensatz zu den Stiellähme-Symptomen sind am Stielgerüst zuerst keine äußerlichen Nekrosen feststellbar. Zur Lesereife der Trauben sind bei starkem Krankheitsbefall das Traubengerüst und die Beerenstiele z. T. vertrocknet, und die Beeren fallen leicht ab. Bemerkenswert ist auch, dass an einer Fruchtrute sowohl gesunde als auch kranke Trauben zu finden sind.
Bei starkem Krankheitsauftreten zeigen meistens auch die Blätter Symptome. Zwischen den Blattadern bilden sich in manchen Fällen Nekrosen (Absterbeerscheinungen), die bei Rotweinsorten von einem roten Saum umgeben sind. Dieses Schadbild ist ähnlich der Esca-Krankheit, wodurch eine Verwechslung möglich ist. Je nach den Gegebenheiten bzw. der Nährstoffversorgung sind die Symptome eines Kaliummangels feststellbar.
Die Krankheit tritt jährlich mit sehr unterschiedlicher Intensität und Regionalität auf. Das Auftreten in Weingärten ist ebenfalls jährlichen Schwankungen unterlegen, betroffene Stöcken können im Folgejahr vollkommen gesunde Trauben tragen und umgekehrt. Auch auf Standorten mit guter Kalium- und Magnesiumversorgung kann es zur Welke an den Trauben kommen.
Aufgrund der Charakteristika dieser Krankheit (niedrige Mostgewichte, erhöhte Säuregehalte der erkrankten Trauben) sind diese Trauben für die Verarbeitung nicht geeignet.

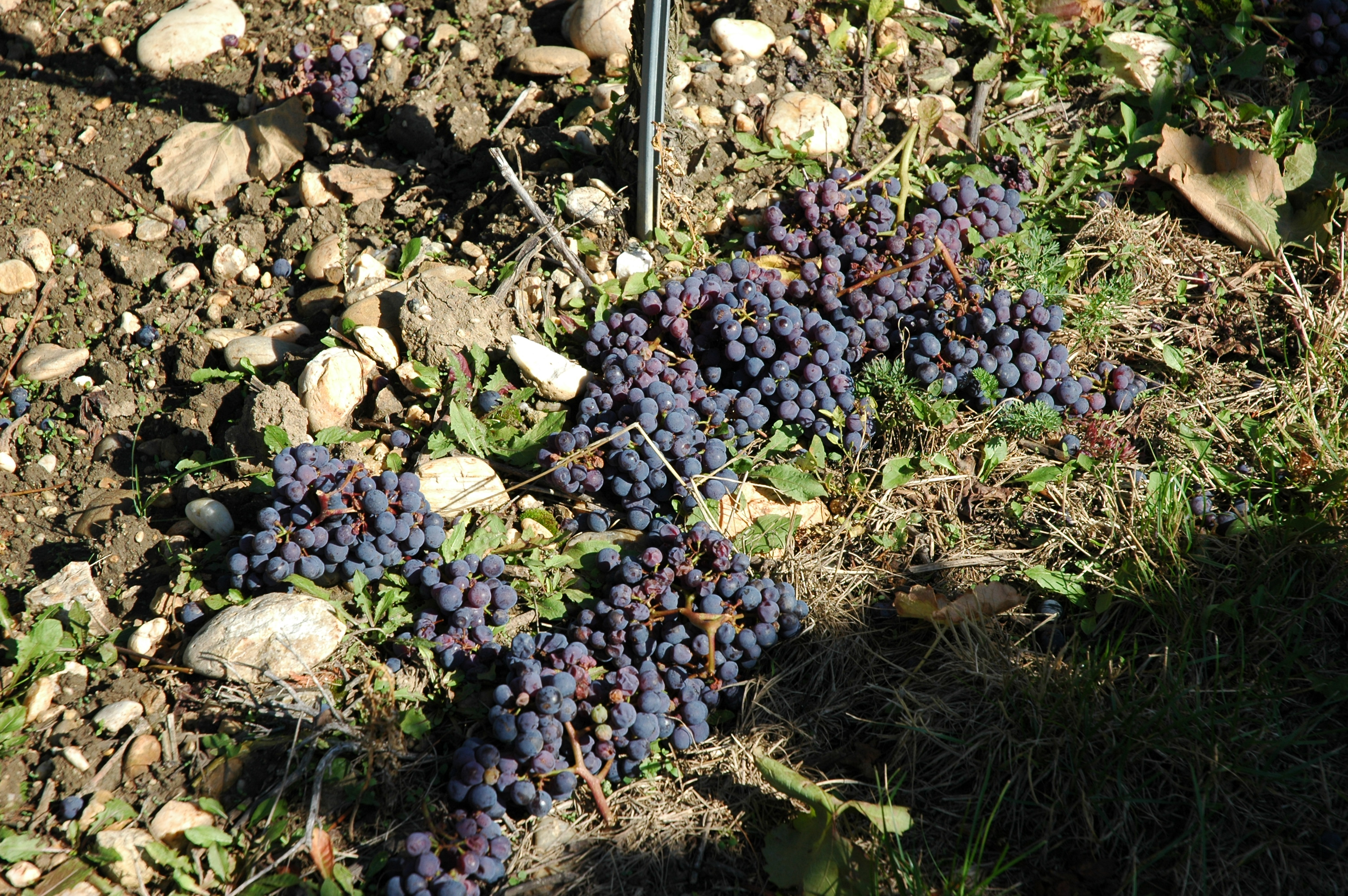
Welke Trauben der Sorte Zweigelt werden bei der Ernte auf den Boden geschnitten.
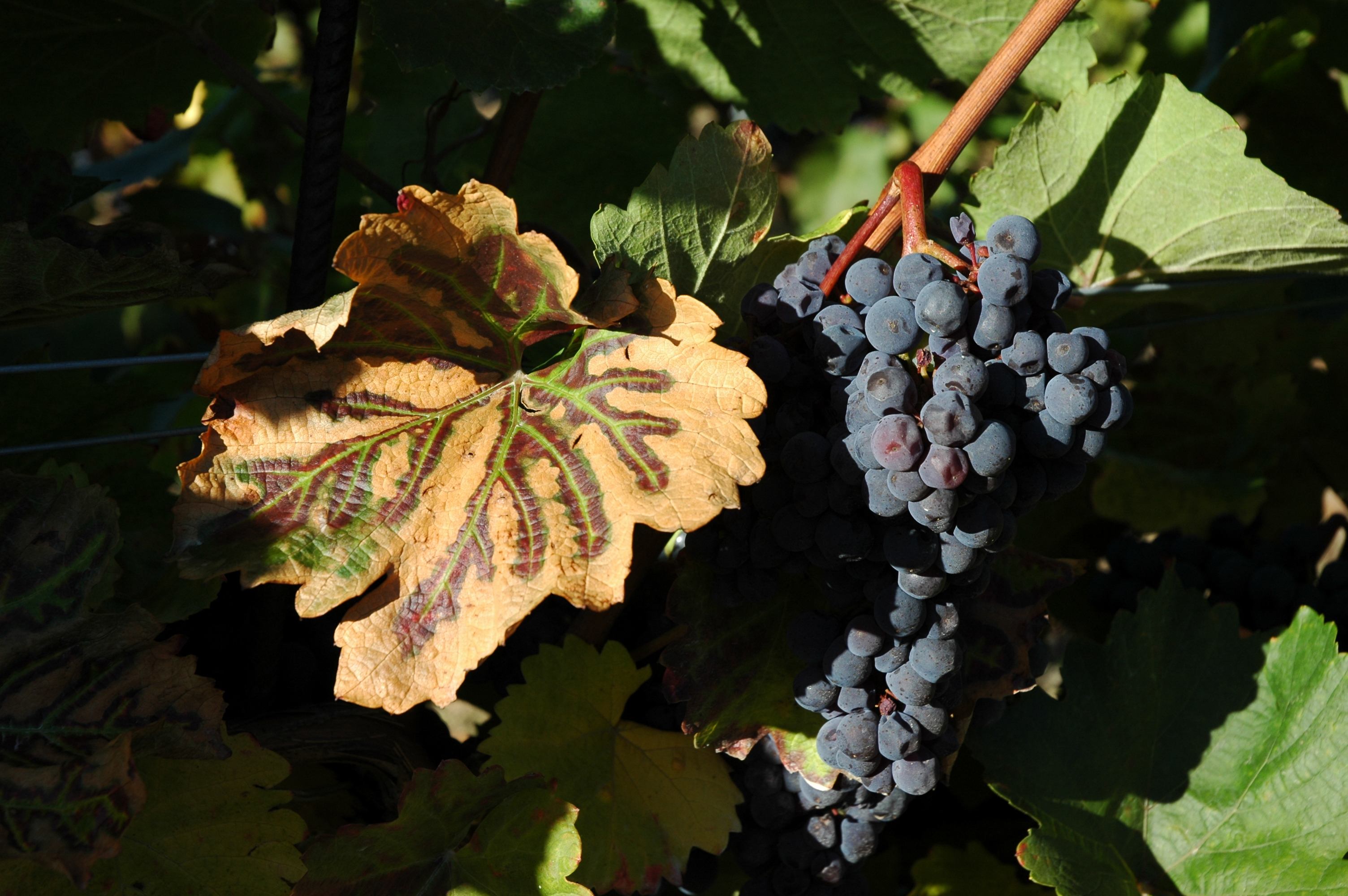
Typisches Blattsymptom auf einem Rebstock, wo Traubenwelke stark auftritt (Zweigelt)
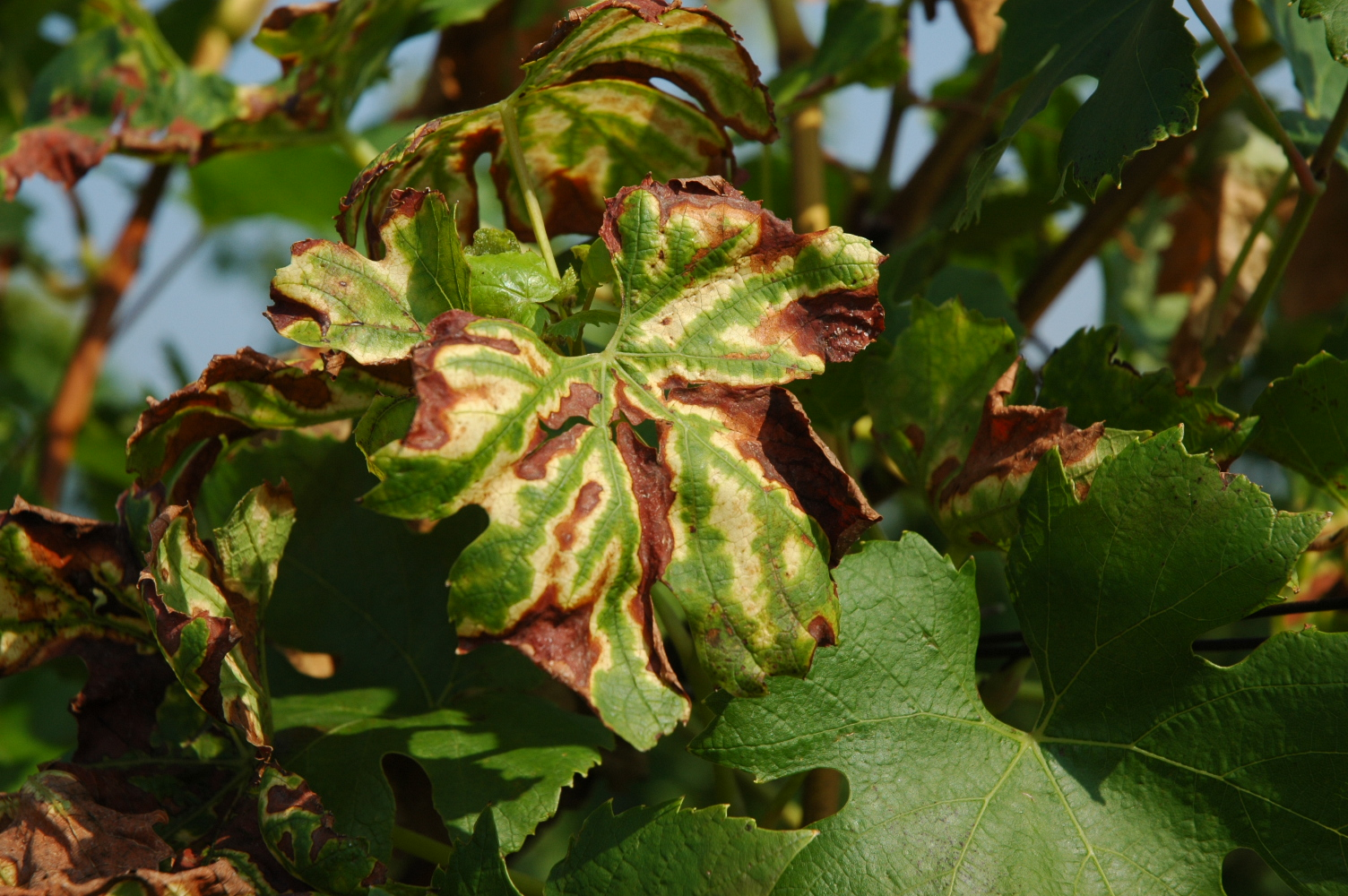
Typisches Blattsymptom von einem Rebstock, welcher von ESCA befallen ist
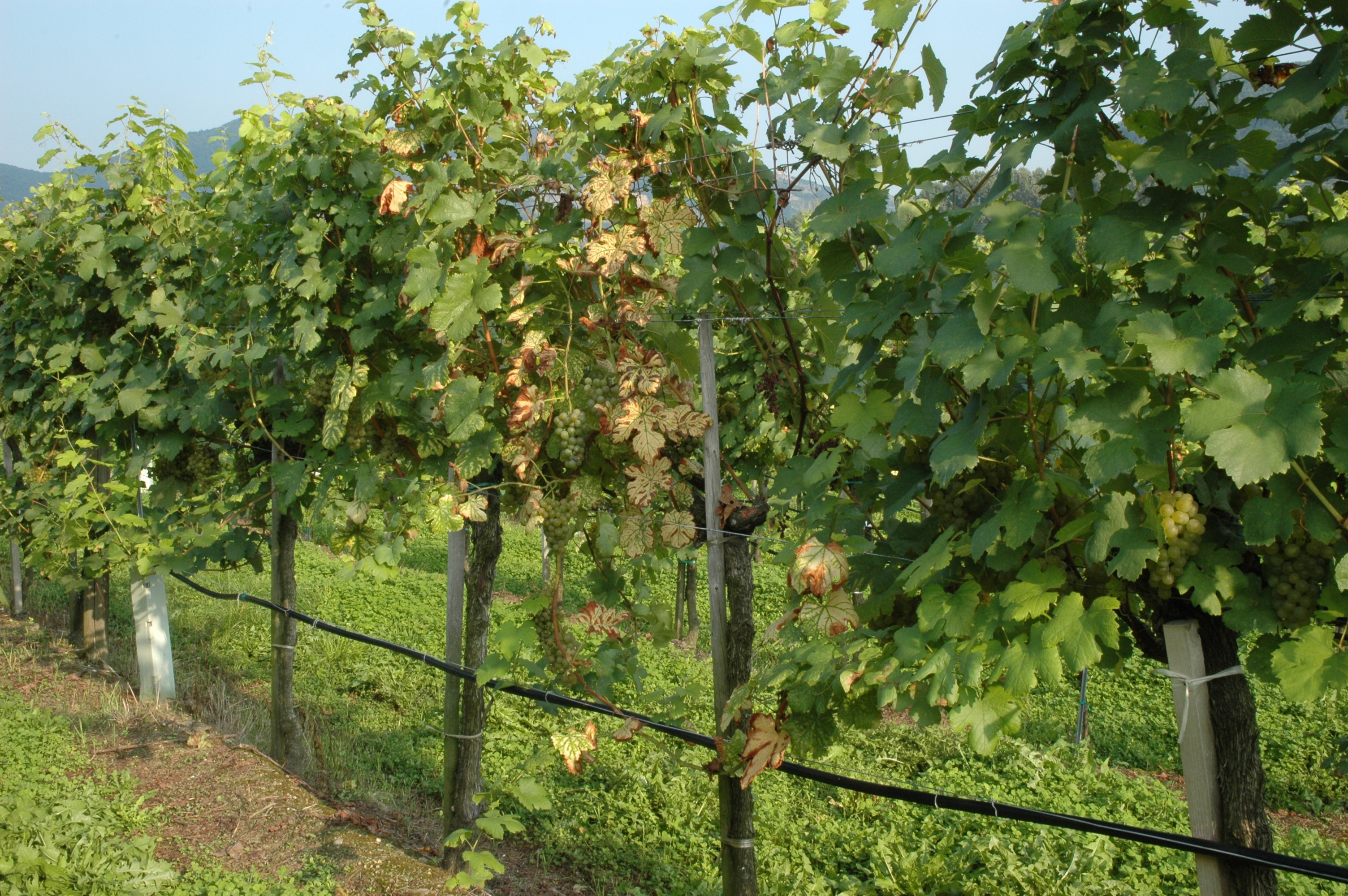
ESCA-Befall eines Rebstockes – typisch beim Befall ist, dass Teile oder d. gesamte Stock betroffen sind.

## Ursachen
Die Ursache der Traubenwelke ist eine physiologische Störung bei der Entwicklung und Reife der Trauben, der komplex gesteuert wird. Je nach den Standort- und Bodenverhältnissen sind die Ursachen unterschiedlich ausgeprägt. An einem Standort fungiert der eine Faktor und auf einem anderen ein anderer Faktor als Auslöser (Verursacher) der Traubenwelke.
Die Ursache ist vielfältig und setzt sich aus mehreren Faktoren zusammen (Ursachenkomplex). Daher ist die Behebung nicht einfach durchzuführen bzw. erfolgreich. Außerdem ist der Ursachenkomplex noch nicht ausreichend erforscht. Als Ursachen bzw. auslösende Faktoren bzw. deren Zusammenwirken sind derzeit bekannt:
Die angeführte Reihenfolge hat keine Präferenz betreffend der Ursache.
- Unterversorgung mit Kalium besonders im Unterboden[10]
- Ungünstiges (Kalium/Magnesium) K/Mg Verhältnis von unter 1,7:1 besonders im Unterboden (liegt das K/Mg Verhältnis zwischen 1,7:1 und 5:1 ist dieses als günstig zu beurteilen)[11]
- geringe bzw. unharmonische Nährstoffversorgung durch mangelnde Düngung und/oder erschwerte Nährstoffaufnahmebedingungen durch längere Trockenheit (Trockenstress, Nährstoffstress)[12]
- Verdeckter (latenter) Kaliummangel kann durch überhöhte Stickstoffversorgung (starkes Wachstum) bzw. ungünstiges Stickstoff : Kalium-Verhältnis ausgelöst werden.
- ungünstiges Stickstoff/Kalium Verhältnis
- übermäßige Wasserversorgung
- starkes Wachstum
- Extremwitterungssituationen (starke Energieeinstrahlung bei gleichzeitig geringer Luftfeuchtigkeit in der Zeit während der Beerengrößenentwicklung oder starke Überhitzung der Trauben in der Reifephase bei kurzfristig ungenügender Wassernachlieferung, längere Stressphase, wie z. B. mehrtägige Regenperiode oder anhaltend kühle Witterung)
- Wasser- und Nährstoffkonkurrenz bei nicht an die Boden- und Witterungsverhältnisse angepasster Begrünung
- Stress durch andauernde Stocküberlastung über mehrere Jahre (geringes Reservestoffpotenzial)[13]
- Bodenverdichtungen (eingeschränkter Wurzelraum bzw. -wachstum, Sauerstoffmangel)
- Stress durch intensive Eingriffe in die Laubwand – ungünstiges Blatt/Fruchtverhältnis. Besonders wenn damit das BFV über 0,8 ansteigt.[14]
- Die Unterlagssorte SO4 ist im Vergleich zu Kober 5 BB, empfindlicher gegenüber Trockenstress und hat ein geringeres Magnesiumaufnahmevermögen; damit ist sie anfälliger für Traubenwelke (bei Trockenheit) und Stiellähme (bei Mg-Mangel).
- Hinweise, dass die globale Erwärmung Mitursache der Traubenwelke wäre, konnten bis jetzt nicht bestätigt werden und wird derzeit ausgeschlossen.
- Jahreswitterungsverlauf

Derzeit ist der Ursachenkomplex Gegenstand intensiver Forschungen in Europa und in den Vereinigten Staaten.

## Behebung
Der Ursachenkomplex erschwert die Behebung. Je nach gegebenen Situationen konnten sehr gute, aber auch gar keine Reduktionen erreicht werden. Es erfordert ein vielseitiges Vorgehen, wo es darum geht, jene Faktoren in ein optimales Gleichgewicht zu bringen, wo mit Pflegemaßnahmen Einfluss genommen werden kann (Nährstoffversorgung, Ertragsbelastung, Bodenpflege, Laubarbeiten), um die natürlichen Stressfaktoren (verstärkte Energieeinstrahlung, Hitze, rascher Ablauf von Witterungsextremen, Trockenheit, übermäßige Bodenfeuchtigkeit) möglichst in ihrer negativen Auswirkung abzuschwächen. Wenn dem Weingarten optimale Entwicklungsbedingungen gegeben werden, Stress durch zu hohen Ertrag, zu massive Entlaubung und sich das Wurzelsystem gut im Boden entwickeln kann, ausreichend Reserven einlagern und besonders um die Blütezeit sich mit genügend Wasser und Nährstoffen – spezielle Kalium – versorgen kann, gibt es keine Traubenwelke. Häufige Ursache ist auch eine mangelnde Nährstoffversorgung des Unterbodens (30 – 60 cm). Eine Anhebung des Nährstoffangebotes im Unterboden ist in einem bestehenden Weingarten nicht möglich. Nur vor der Anlage des Weingartens besteht die Möglichkeit eine optimale Bevorratung mit tiefen Wenden des Bodens, herbeizuführen. Besonderer Beachtung muss hier dem Nährstoff Kalium geschenkt werden.